# Яковлевич, Пётр Григорьевич
Пётр Григорьевич Яковлевич — советский хозяйственный, государственный и политический деятель.

## Биография
Родился в 1911 году в Витебске. Член КПСС с года.
С 1928 года — на хозяйственной, общественной и политической работе. В 1928—1971 гг. — разнорабочий, стрелочник, проводник, участковый ревизор Белорусской железной дороги по Витебскому и полоцкому отделениям, второй секретарь Полоцкого окружного комитета комсомола, первый секретарь Полесского обкома комсомола, в эвакуации, участник Великой Отечественной войны, секретарь Полесского подпольного обкома КП(б)Б, первый секретарь Витебского горкома КП Белоруссии, заместитель председателя Полоцкого облисполкома, первый секретарь Верхнедвинского райкома КП Белоруссии, первый секретарь Полоцкого горкома КП Белоруссии.
Избирался депутатом Верховного Совета Белорусской ССР 6-го и 7-го созывов. Делегат XXII съезда КПСС.
Умер в Полоцке в 1981 году.